# Bundesstraße 253
De Bundesstraße 253 (kort B253) is een bundesstraße in de Duitse deelstaat Hessen. De B253 is ongeveer 124 kilometer lang en loopt in het noordwesten van Hessen
De weg begint in Melsungen om dan verder via Fritzlar, Frankenberg en Biedenkopf naar Dillenburg.

## Routebeschrijving
De B253 begint in de stad Melsungen op een kruising met de B83 en loopt in westelijke richting de stad uit, men kruist bij afrit Melsungen de A7. Dan loopt de weg door Felsberg en langs Wabern waar men een samenloop kent met de B254 waarna B253 naar het westen afbuigt en de zuidelijke randweg van Wabern vormt  an bij afrit Wabern waar men de B49. Vervolgens komt men door het zuiden van Fritzlar waar de B450 aansluit. Dan komt men op de rondweg van Bad Wildungen waar men een samenloop kent met de B485 en passeert men Frankenberg met een rondweg die een samenloop kent met de B252. Op de rondweg van Allendorf sluit vanuit het noordwesten de B236 aan die op de rondweg van Battenberg weer naar het oosten afbuigt en komt de B253 in Biedenkopf waar men tot in het stadsdeel Breidenstein een samenloop kent met de B62, waarna de B253 weer zuidwaarts afbuigt om via een aantal kleine dorpen in de aansluiting Dillenburg-Kasselerstraße in de stad Dillenburg aan te sluiten op de B277. De wegen lopen vanaf hier samen naar de afrit Dillenburg, waar de B253 eindigt op de A45.
B1 · B3 · B7 · B8 · B9 · B10 · B26 · B27 · B35 · B37 · B38 · B39 · B40 · B41 · B42 · B43 · B43a · B44 · B45 · B47 · B48 · B49 · B50 · B51 · B52 · B53 · B54 · B55 · B55a · B56 · B56n · B57 · B58 · B59 · B61 · B62 · B63 · B64 · B65 · B66 · B66n · B67 · B68 · B70 · B80 · B83 · B84 · B219 · B220 · B221 · B223 · B224 · B225 · B226 · B227 · B228 · B229 · B230 · B231 · B233 · B234 · B235 · B236 · B237 · B238 · B239 · B241 · B249 · B250 · B251 · B252 · B253 · B254 · B255 · B256 · B257 · B258 · B259 · B260 · B261 · B262 · B263 · B264 · B265 · B266 · B267 · B268 · B269 · B270 · B271 · B272 · B274 · B275 · B277a · B278 · B279 · B284 · B288 · B323 · B324 · B326 · B327 · B399 · B400 · B403 · B405 · B406 · B407 · B409 · B410 · B411 · B412 · B413 · B414 · B416 · B417 · B418 · B419 · B420 · B421 · B422 · B423 · B424 · B426 · B427 · B428 · B429 · B448 · B449 · B450 · B451 · B452 · B453 · B454 · B455 · B456 · B457 · B458 · B459 · B460 · B469 · B473 · B474 · B475 · B476 · B477 · B478 · B479 · B480 · B481 · B482 · B483 · B484 · B485 · B486 · B487 · B488 · B489 · B499 · B504 · B506 · B507 · B508 · B509 · B510 · B511 · B513 · B514 · B515 · B516 · B517 · B519 · B520 · B521 · B525 · B528 · B611